# قوی سیاه (فیلم ۲۰۱۰)
قوی سیاه (به انگلیسی: Black Swan) فیلمی در ژانر تریلر روانشناسانه محصول ۲۰۱۰ آمریکا به کارگردانی دارن آرونوفسکی و نقش‌آفرینی ناتالی پورتمن، ونسان کسل، میلا کونیس، باربارا هرشی و وینونا رایدر است. این فیلم به دوره‌ای از زندگی یک بالرین می‌پردازد که در باله نیویورک تحت فشارهای سخت بیرونی و درونی قرار گرفته‌است. قوی سیاه پنجمین فیلم بلند آرونوفسکی است. او به خاطر ساخته قبلی‌اش، کشتی‌گیر، برنده شیر طلایی جشنواره فیلم ونیز شد. این فیلم در سال ۲۰۱۱ در هشتاد و سومین دوره مراسم اسکار برنده جایزه اسکار بهترین بازیگر نقش اول زن شد.
آرونوفسکی فیلم خود را نوعی ادای احترام به هنر باله می‌داند که سعی در نمایش ذهنیات یک بالرین دارد. ناتالی پورتمن برای بازی در این فیلم بیش از یک سال به‌طور شبانه‌روزی به تمرین باله پرداخته‌است. میلا کنیس دیگر بازیگر زن فیلم نیز آموزش و تمرین‌های دشوار باله را پشت سر گذاشت.

قوی سیاه برای نخستین بار در ۱ سپتامبر ۲۰۱۰ و شب گشایش شصت و هفتمین دوره جشنواره فیلم ونیز اکران شد. این فیلم در جشنواره ونیز یکی از نامزدهای جایزه شیر طلایی بود و میلا کونیس جایزه مارچلو ماسترویانی جشنواره را به‌دست‌آورد.

## داستان
قوی سیاه روایتگر ماجرای زندگی نینا سیرز (ناتالی پورتمن) دختریست که همه دوران کودکی و نوجوانی خود را به فراگیری و تمرین ممتد رقص باله گذرانیده است. نینا به عنوان یک بالرین حرفه‌ای و ستاره یک شرکت معتبر، در تلاش برای به‌دست آوردن نقش اول باله معروف دریاچه قو اثر چایکوفسکی است. اما مدیر شرکت و طراح رقص‌های این باله (با بازی ونسان کسل)، که در مورد توانایی‌های نینا برای بازی هم‌زمان در دو نقش قوی سفید معصوم و قوی سیاه اغواگر مطمئن نیست، قابلیت‌های او را زیر سؤال می‌برد.
شخصیت «نینا سیرز» که ناتالی پورتمن نقش آن را ایفا کرده، دچار نوعی وسواس شدید برای تکامل در حرفه خود در حد یک بیماری روانی است. او دستخوش یک اراده با میل قوی است و توانایی انعطاف‌پذیری و رهایی از هدف خود را ندارد. شخصیت «لیلی» رقیب نینا با بازی میلا کونیس، فردی است که متقابلاً بیشتر در پی آسودگی و صفای زندگی است تا تکامل گرایی. «مادر نینا» با نقش‌آفرینی باربارا هرشی، مادری است بیش از حد مراقب که آرزو دارد دخترش به موفقیتی دست یابد که خودش به آن نرسیده‌است. دیگر شخصیت فیلم، بث، یک ستاره پیشین شرکت باله است که وینونا رایدر آن را بازی کرده‌است. او ستاره ایست که ستاره اقبالش غروب کرده و نینا اکنون جای او را می‌گیرد. بث از فرط ناراحتی ظاهراً خود را جلوی ماشین پرت کرده و مصدوم می‌شود.
نینا نقش قوی سفید را به خوبی بلد است اما نقش قوی سیاه منفی را نمی‌تواند ادا کند. این مانع رفته رفته تبدیل به سوهان روحش شده تا جایی که با خطر از دست دادن تعادل روحی خود مواجه می‌شود. او برای مقابله با سقوط و جایگزین شدن با لیلی در دریاچهٔ قو دست به هر کاری می‌زند، از تمرینات شدید شبانه‌روزی گرفته تا آزمایش مواد مخدر و غیره.
توهمات او تا حدی پیش می‌روند که نینا در خیال پریشان خود، لیلی را به قتل می‌رساند. در واقع، نینا در ذهن خود دچار دگرگونی تدریجی می‌شود که او را از قوی سفید نجیب و سختکوش به قوی سیاه و آسوده‌خاطر تبدیل می‌کند و این دگرگونی نهایتاً در زمان اجرای نمایش باله اوج می‌گیرد.
نینا در این درگیری با خود هر چند به قیمتی گزاف، پیروز می‌شود و هر دو نقش را ایفا می‌کند و در صحنه نهایی و به یاد ماندنی فیلم، او خطاب به استاد و کارگردان نمایش (با بازی ونسان کسل) در حالیکه نیمه جان به نور خیره شده‌است می‌گوید: «تجربه کردم. من کمال را تجربه کردم.»

## نظر منتقدان

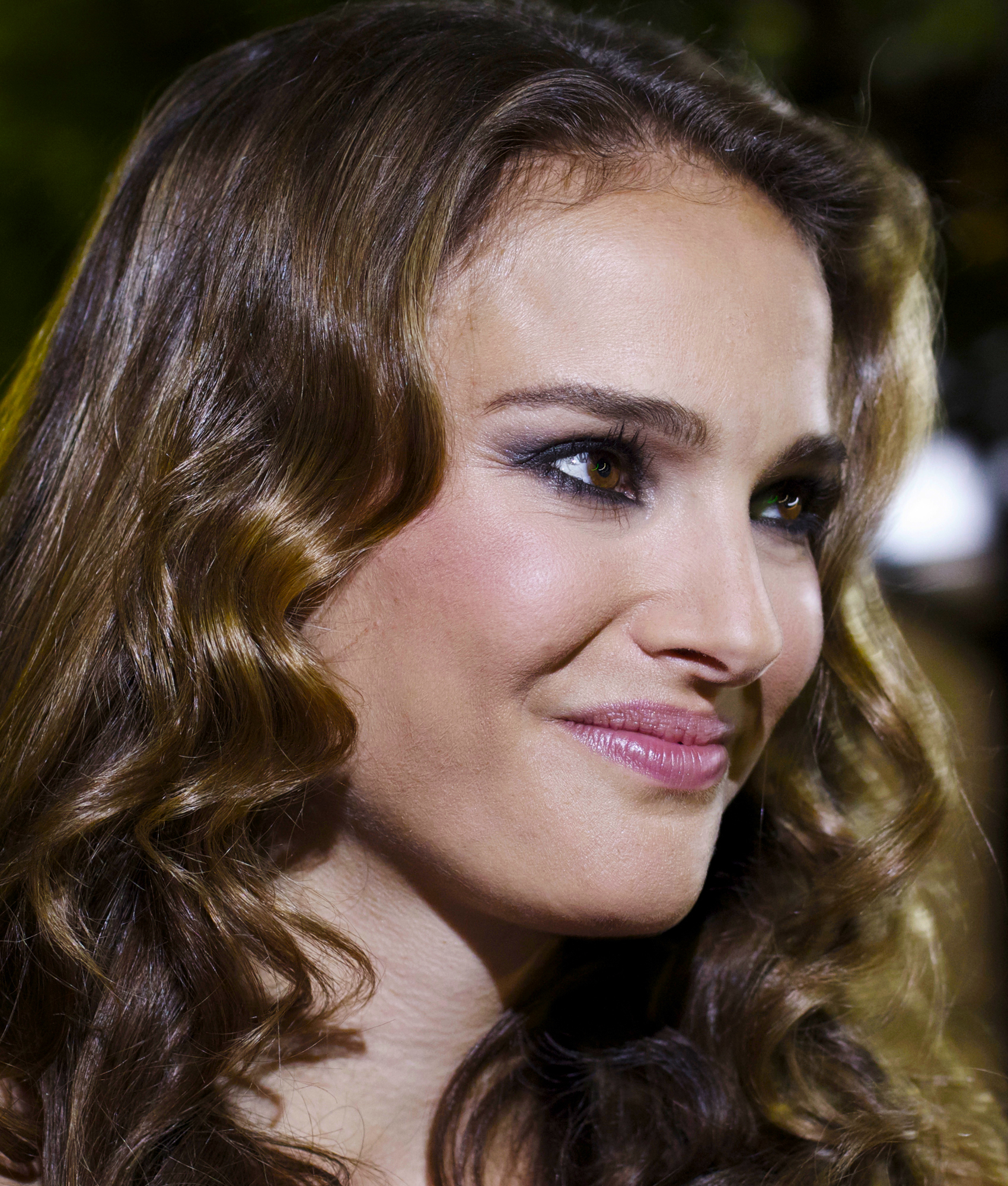
ناتالی پورتمن در اولین نمایش قوی سیاه در جشنواره بین‌المللی فیلم تورنتو در سپتامبر ۲۰۱۰

بیشتر منتقدان نظراتی مثبت دربارهٔ این فیلم داشته‌اند. راجر ایبرت و جیمز براردینلی، ۳٫۵ ستاره به فیلم داده‌اند. ایبرت قوی سیاه را مانند فیلم کشتی‌گیر دارای نوعی حرفه‌ای گری بی‌تزویر می‌داند. براردینلی نیز، قوی سیاه را یک فیلم پیچیده قوی ارزیابی کرده‌است و پورتمن را شایسته دریافت اسکار بهترین بازیگر زن نقش اصلی دانسته‌است.
لوک تامپسن و مانولا دارگیس فیلم را یک فیلم درجه A ارزیابی کرده‌اند. دارگیس فیلم را تلفیق افسون‌کننده‌ای از دیوانگی و حیله‌گری دانسته‌است. اما کنت توران یکی از منتقدان جدی فیلم به‌شمار می‌رود و به آن درجه C داده و آن را یک دست و پا زدن بیهوده تلقی کرده‌است.

## جایزه‌ها و نامزدی‌ها

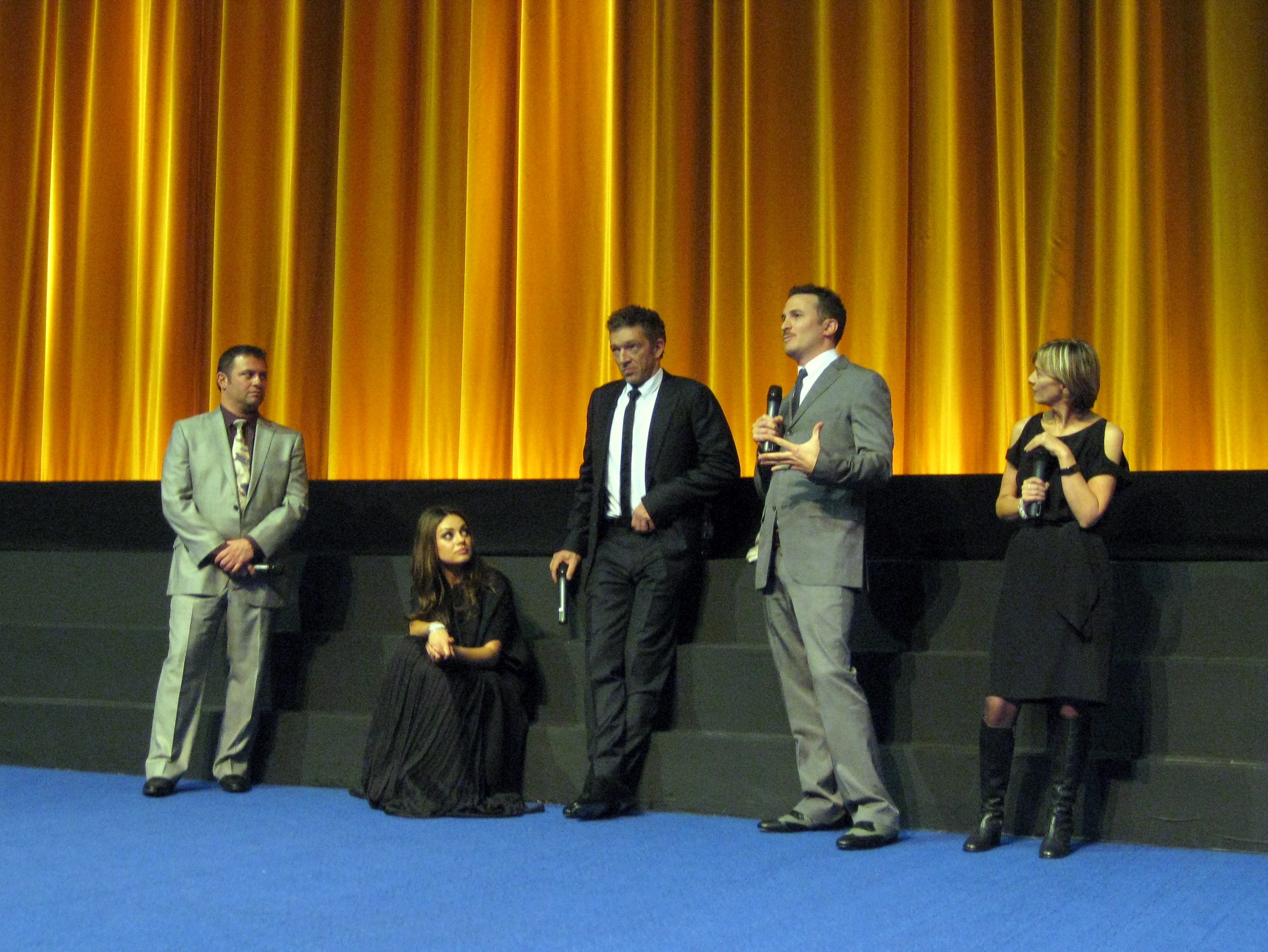
دارن آرونوفسکی، اسکات فرانکلین، میلا کونیس و ونسان کسل

فیلم قوی سیاه با ۱۲ نامزدی در رشته‌های گوناگون از جمله بهترین کارگردانی سال برای دارن آرونوفسکی، بهترین بازیگر نقش اول زن (ناتالی پورتمن) و بهترین بازیگر زن نقش مکمل (میلا کونیس)، در صدر فهرست نامزدهای جوایز انجمن منتقدین سینمایی رسانه‌های آمریکا (BFCA) قرار گرفت که بیشترین تعداد نامزدی جوایز برای یک فیلم در تاریخ اهدای جوایز این انجمن به‌شمار می‌رود.
این فیلم در مجموع بر اساس صفحه‌اش در درگاه جمعاً نامزد ۱۱۲ جایزهٔ مختلف از جشنواره‌های متفاوت شده و ۴۷ بار دیگر هم موفق شده در جشنواره‌ای مختلف جوایزی را به خود اختصاص بدهد که از مهمترین آن‌ها می‌توان به جایزهٔ بهترین بازیگر نقش اول زن در جشنوارهٔ بفتا (۲۰۱۱) و آکادمی اسکار (۲۰۱۱) اشاره کرد. همچنین این فیلم در اسکار ۲۰۱۱ در چهار رشتهٔ دیگر نیز نامزد شد که نتوانست جوایز را به خود اختصاص بدهد